# Palmer Wilsie
Palmer Wilsie (Jacksonville, ...) è un ex giocatore di football americano statunitense che ha giocato come quarterback.